# Liang Wenbo
Liang Wenbo (Heilongjiang, 5 maart 1987) (bijnaam The Fearless) is een Chinees voormalig professioneel snookerspeler. Hij is linkshandig en stond bekend om zijn agressieve speelstijl. 

## Carrière
Tijdens de Aziatische Spelen in 2006 won Liang individueel een zilveren medaille. Daarnaast won hij met het Chinese team een gouden medaille.

In 2016 won Liang de eerste editie van het English Open. In de finale won hij van Judd Trump nadat hij onder anderen Shaun Murphy, Andy Hamilton en Stuart Bingham verslagen had.

Verder bereikte hij finales op de Shanghai Masters 2009 en het UK Championship 2015.
Liang werd in januari 2023 door de mondiale snookerbond WPBSA voor onbepaalde tijd geschorst vanwege vermoedens van matchfixing. Nadat hij schuldig werd bevonden, werd hij in juni 2023 levenslang geschorst.

## Belangrijkste resultaten

### Rankingtitels
| #  | Seizoen     | Toernooi     | Verliezend finalist | Verliezend finalist | Score |
| -- | ----------- | ------------ | ------------------- | ------------------- | ----- |
| 1. | 2016 / 2017 | English Open | Judd Trump          | ENG                 | 9-6   |

### Minor-rankingtitels
| #  | Seizoen     | Toernooi                        | Verliezend finalist | Verliezend finalist | Score |
| -- | ----------- | ------------------------------- | ------------------- | ------------------- | ----- |
| 1. | 2013 / 2014 | Players Tour Championship - AT3 | Lyu Haotian         | CHN                 | 4-0   |

### Wereldkampioenschap
Hoofdtoernooi (laatste 32 of beter):
| #  | Seizoen     | Editie  | Prestatie   | Extra                                  |
| -- | ----------- | ------- | ----------- | -------------------------------------- |
| 1. | 2007 / 2008 | WK 2008 | Kwartfinale | Verloor met 13-7 van Ronnie O'Sullivan |
| 2. | 2008 / 2009 | WK 2009 | Laatste 32  | Verloor met 10-8 van Ding Junhui       |
| 3. | 2009 / 2010 | WK 2010 | Laatste 32  | Verloor met 10-7 van Ronnie O'Sullivan |
| 4. | 2011 / 2012 | WK 2012 | Laatste 32  | Verloor met 10-9 van John Higgins      |
| 5. | 2015 / 2016 | WK 2016 | Laatste 32  | Verloor met 10-8 van Judd Trump        |
| 6. | 2016 / 2017 | WK 2017 | Laatste 16  | Verloor met 13-12 van Ding Junhui      |
| 7. | 2019 / 2020 | WK 2020 | Laatste 32  | Verloor met 10-5 van Neil Robertson    |
| 8. | 2020 / 2021 | WK 2021 | Laatste 32  | Verloor met 10-3 van Neil Robertson    |